# Jeff Grayer
Jeffrey „Jeff” Grayer (ur. 17 grudnia 1965 w Flint) – amerykański koszykarz, występujący na pozycjach rzucającego obrońcy lub niskiego skrzydłowego, brązowy medalista olimpijski (1988).

## Osiągnięcia
Na podstawie, o ile nie zaznaczono inaczej.
NCAA
- Uczestnik rozgrywek:
  - Sweet 16 turnieju NCAA (1986)
  - turnieju NCAA (1985, 1986, 1988)
- Zaliczony do:
  - I składu Big 8 (1986–1988)
  - II składu All-American (1988 przez Associated Press)
  - III składu All-American (1988 przez United Press International)
- Drużyna Iowa State Cyclones zastrzegła należący do niego numer 44
- Lider:
  - strzelców Big 8 (25,3 – 1988)
  - Big 8 w zbiórkach (9,4 – 1988)

Reprezentacja
- Brązowy medalista olimpijski (1988)[3]